# Monty Python og de skøre riddere
 Der er for få eller ingen kildehenvisninger i denne artikel, hvilket er et problem. Du kan hjælpe ved at angive troværdige kilder til de påstande, som fremføres i artiklen.

Monty Python og de skøre riddere er en engelsk komediefilm fra 1974 af og med Monty Python-gruppen. Filmen følger ganske løst legenden om kong Arthur. Kong Arthur (Graham Chapman) og hans væbner Patsy (Terry Gilliam) rekrutterer sine riddere om det runde bord, blandt disse Sir Bedevere den Vise (Terry Jones), Sir Lancelot (John Cleese), Sir Robin The-Not-Quite-So-Brave-As-Sir-Lancelot (Eric Idle) og Sir Galahad (Michael Palin). Gruppen får instruktioner fra Gud (fremstillet vha. et animeret fotografi af den legendariske britiske cricketspiller W.G. Grace) om at søge efter den hellige gral. De ledes til et slot på franske hænder, hvor de mener, at Gralen forefindes. Efter at være blevet overdynget med fornærmelser på et fransk-engelsk mål og et fejlslagent forsøg på at indtage borgen med en "Trojansk kanin", beslutter Arthur at de må gå hver sin vej for at søge efter gralen.
Størstedelen af filmen blev filmet i Skotland, særligt omkring Doune Castle, Glen Coe, og Castle Stalker.

## Medvirkende
- Graham Chapman – Kong Arthur / Guds stemme / Hikkende vagt / Midterste hoved på trehovedet ridder.
- John Cleese – Sir Lancelot / Soldat i første scene / Mand med død mand, der faktisk ikke er død / Den sorte ridder / Heksehadende bonde / Fransk soldat / Troldmanden Tim.
- Terry Gilliam – Patsy / Brovogteren / Den grønne ridder / Sir Bors / Animator, der rammes af hjerteslag.
- Eric Idle – Sir Robin / Ligsamler / Heksehadende bonde / Forvirret vagt / Sir Lancelots tjener / Buskadssælger / Broder Manyard.
- Terry Jones – Sir Bedevere / Dennis' mor / Venstre hoved på trehovedet ridder / Prins Herbert / Fransk soldat.
- Michael Palin – Sir Galahad / Soldat i første scene / Dennis / Heksehadende bonde / Højre hoved på trehovedet ridder / Kongen af Sumpslottet / Broder Manyards assistent / Ridder der siger 'Ni' / Fortæller / Fransk soldat / Gæst på Sumpslottet.
- Neil Innes – Sir Robins troubadour / Heksehadende bonde.
- Connie Booth – "Heksen".
- Carol Cleveland – Zoot / Dingo.
- John Young – Historiker / Død mand, der faktisk ikke er død.

## Trivia
- De seks Monty Python-medlemmer spiller i alt 42 forskellige roller i filmen. Michael Palin har rekorden med 12 roller. Andenpladsen deles af Eric Idle og John Cleese, der hver spiller 7 roller. Terry Gilliam og Terry Jones spiller begge 6 roller. Graham Chapman har 4 roller.
- Animationen af Gud forestiller faktisk cricketspilleren W.G. Grace (1848-1915), den længst aktive spiller nogensinde i Englands cricket-historie. Grace debuterede som 17-årig og holdt først op 44 sæsoner senere i en alder af 60.